# 동경 1도
동경 1도(東經1度)는 본초 자오선에서 동쪽으로 1도 떨어진 경선이다. 북극점에서 시작하여 북극해, 유럽, 아프리카, 대서양, 남극해, 남극을 거쳐 남극점에 이른다.
동경 1도는 서경 179도와 이어져 지구의 둘레를 이룬다.

북극점에서 남극점까지 동경 1도선은 다음 지역을 지나간다.
| 좌표                                                | 나라, 지역, 해역 | 주석                                                                                                 |
| --------------------------------------------------- | ---------------- | --- |
| 북위 90° 0′ 동경 1° 0′  / 북위 90.000° 동경 1.000°  | 북극해           | |
| 북위 81° 35′ 동경 1° 0′  / 북위 81.583° 동경 1.000° | 대서양           | |
| 북위 61° 0′ 동경 1° 0′  / 북위 61.000° 동경 1.000°  | 북해             | |
| 북위 52° 58′ 동경 1° 0′  / 북위 52.967° 동경 1.000° | 영국             | 잉글랜드 서퍽주 스토마켓을 통과함 (북위 52° 11′ 동경 1° 0′  / 북위 52.183° 동경 1.000° )             |
| 북위 51° 47′ 동경 1° 0′  / 북위 51.783° 동경 1.000° | 북해             | |
| 북위 51° 21′ 동경 1° 0′  / 북위 51.350° 동경 1.000° | 영국             | 잉글랜드 켄트주 위츠터블의 바로 서쪽을 통과함 (북위 51° 21′ 동경 1° 1′  / 북위 51.350° 동경 1.017° ) |
| 북위 51° 1′ 동경 1° 0′  / 북위 51.017° 동경 1.000°  | 영국 해협        | |
| 북위 49° 55′ 동경 1° 0′  / 북위 49.917° 동경 1.000° | 프랑스           | |
| 북위 47° 47′ 동경 1° 0′  / 북위 47.783° 동경 1.000° | 스페인           | |
| 북위 41° 2′ 동경 1° 0′  / 북위 41.033° 동경 1.000°  | 지중해           | 이비사섬의 바로 서쪽을 지나감 (북위 38° 54′ 동경 1° 13′  / 북위 38.900° 동경 1.217° )                |
| 북위 36° 28′ 동경 1° 0′  / 북위 36.467° 동경 1.000° | 알제리           | |
| 북위 21° 13′ 동경 1° 0′  / 북위 21.217° 동경 1.000° | 말리             | |
| 북위 15° 0′ 동경 1° 0′  / 북위 15.000° 동경 1.000°  | 니제르           | |
| 북위 13° 33′ 동경 1° 0′  / 북위 13.550° 동경 1.000° | 부르키나파소     | |
| 북위 13° 22′ 동경 1° 0′  / 북위 13.367° 동경 1.000° | 니제르           | 서쪽으로 부르키나파소와의 국경선과 1km 정도 나란히 이어지는 구간                                     |
| 북위 13° 3′ 동경 1° 0′  / 북위 13.050° 동경 1.000°  | 부르키나파소     | |
| 북위 11° 5′ 동경 1° 0′  / 북위 11.083° 동경 1.000°  | 베냉             | |
| 북위 10° 13′ 동경 1° 0′  / 북위 10.217° 동경 1.000° | 토고             | |
| 북위 6° 18′ 동경 1° 0′  / 북위 6.300° 동경 1.000°   | 가나             | |
| 북위 5° 55′ 동경 1° 0′  / 북위 5.917° 동경 1.000°   | 대서양           | |
| 남위 60° 0′ 동경 1° 0′  / 남위 60.000° 동경 1.000°  | 남극해           | |
| 남위 69° 51′ 동경 1° 0′  / 남위 69.850° 동경 1.000° | 남극             | 퀸모드랜드, 노르웨이가 영유권을 주장한다.                                                            |

## 같이 보기
- 본초 자오선
- 동경 2도